# AK-12
L'AK-12 (in lingua russa Автомат Калашникова-12, chiamato AK-200 durante la fase di progettazione) è un derivato della serie di fucili d'assalto AK-47. Progettato nel 2011, è poi divenuto nel 2019 il fucile d'ordinanza principale delle forze armate russe.

## Storia
Il 25 maggio 2010, i principali media russi pubblicarono una dichiarazione del ministro della difesa, il quale affermava che l'AK-12 doveva essere testato nel 2011. L'AK-12 dimostrativo fu presentato al primo ministro russo Vladimir Putin durante la sua visita ufficiale per ispezionare i prodotti della fabbrica di fucili Izhmash a Iževsk.
Il fucile mostrato al primo ministro Putin era apparentemente un AK-74M calibro 5,45 × 39 mm standard, con alcuni cambiamenti esterni, la maggior parte dei quali consistono nelle modifiche suggerite da unità militari professionali: slitte che permettono l'attacco di accessori modulari, inclusi bipiedi, lanciagranate, impugnature verticali, ottiche e torce. Nel 2019 venne adottato dalle forze armate russe.

## Caratteristiche
Tra le novità principali vi è un calcio telescopico regolabile. La tacca di mira è stata spostata sul retro del castello, la combinazione leva del selettore e copertura dalla polvere sulla parte destra del castello è stata sostituita da un selettore ambidestro, attivabile dal pollice, al di sopra dell'impugnatura. Le modalità di fuoco includono la sicura, il fuoco semiautomatico, la raffica da 3 colpi e il fuoco automatico. Per aumentare l'accuratezza, il fucile venne dotato di un nuovo freno di bocca e la canna di una rigatura migliorata.

## Varianti
Sono state ideate una carabina (AK-U12 e AK-12C), una pistola mitragliatrice (PPK-12), un fucile di precisione (SVD-12) ed una mitragliatrice leggera (RPK-12) derivanti dall'AK-12, così come una versione per l'esportazione. I modelli per il mercato civile sono inoltre in fase di progettazione. Sta inoltre venendo testata una copertura a nano-componenti autolubrificante.
Altre forme di modularità nel sistema AK-12 possono includere canne intercambiabili e i calibri (5,45 × 39 mm, 5,56 × 45 mm NATO, 7,62 × 39 mm, e il 7,62 × 51 mm NATO). Nell'AK-200 dimostrativo, la tradizionale posizione della leva di armamento, della leva della sicura e del selettore di fuoco rimasero invariate, ma il modello di AK-12 da produzione è caratterizzato da una revisione di tutte queste caratteristiche. L'AK-12 dimostrativo della Izhmash fu caricato con un caricatore contenente 60 colpi.